# Птолемей XI Александр II
Птолемей XI Александр II — царь Эллинистического Египта из династии Птолемеев, правивший на протяжении нескольких дней в 80 году до н. э. 
Сын Птолемея X Александра I. Кем была его мать, остаётся загадкой, но она должна была иметь царское происхождение, поскольку законность Александра II никогда не оспаривалась, и можно предположить, что это была царевна из династии Птолемеев.

## Биография
Ведя войну со своим старшим сыном Птолемеем Лафуром в Палестине и Сирии и, видимо, опасаясь вторжения последнего в Египет, египетская царица Клеопатра III, на случай непредвиденной ситуации, в 102 году до н. э. отправила своих внуков и часть казны в святилище Асклепия на острове Кос. Среди отбывших был и сын Птолемея X Александра I, также носивший имя Александр. По непонятной причине мальчик продолжал жить на острове до 88 года до н. э., когда на остров вторгся царь Понта Митридат Великий.

«Митридат же отплыл на остров Кос, и жители Коса приняли его с радостью. Он захватил там сына Александра, царя египетского, оставленного тут с большими деньгами бабкой его Клеопатрой, и содержал его по-царски. Из богатств Клеопатры большое количество царских сокровищ, камни, женские украшения и большую сумму денег он отправил в Понт».
Спустя какое-то время молодой царевич нашёл возможность скрыться и бежал в лагерь римлян к Сулле, а затем вместе с ним отправился в Рим. Здесь он оставался до 81 года до н. э., когда умер Птолемей Лафур, не оставив мужского потомства. Смерть отца сделала царицу Беренику, женщину не первой молодости, единоличной правительницей Египта. Её современник Цицерон утверждает, что александрийцы очень её любили. Вероятно, если бы дело касалось только александрийцев и египтян, они не возражали бы против того, чтобы она продолжала править в качестве царицы без какого-либо соправителя-царя. Однако Сулла к этому времени стал диктатором и хозяином римских владений, и безусловно считал полезным посадить на египетский престол собственного протеже, считавшегося единственным законным наследником мужского пола. Он послал Птолемея XI Александра II в Александрию, поддержав его всем авторитетом Рима. К этому времени Береника уже успела проправить Египтом одна в течение полугода.
В знак уважения к претензиям Береники стороны договорились, что Александр II женится на своей немолодой овдовевшей кузине. Едва ли она, будучи женой молодого человека, отказалась бы от власти, к которой привыкла за двадцать лет. Александр согласился с буквой этого договора, женившись на Беренике сразу же по прибытии в Египет, но спустя 19 дней после этого понял, что его положение невыносимо, и принял решение убить Беренику. Но он просчитался. Когда об этом преступлении стало известно в Александрии, в городе начались волнения. Разъярённая толпа ворвалась в царские покои, Птолемея выволокли из дворца и учинили над ним кровавую расправу в здании гимнасия.

## Завещание
Такая скорая смерть последнего прямого и законного наследника птолемеевского трона вызвала в мире множество кривотолков. Так, в Риме распространился слух, что Александр завещал своё царство римскому народу. Цицерон в целом ряде своих речей делает намёки на существование такого завещания. Однако, похоже, если такое завещание и существовало, например, в виде договора между Александром и Суллой о компенсации потерь, вызванных утверждением египетского царя на троне, то оно было не до конца определённым и не дало возможности римскому сенату воспользоваться им в полной мере. Из того же Цицерона известно только, что сенат посылал послов в Тир с поручением получить для Римской республики деньги, положенные там царём. Невероятно, чтобы юноша за девятнадцать тревожных дней своего правления успел подумать о завещании. Полагают, что, если завещание и было подлинным (а его подлинность оспаривалась даже в то время), Сулла наверняка силой вырвал его у Александра в Риме, прежде чем отправил молодого Птолемея в Египет. Фрагментарность источников, освещающих историю Египта того периода, не могут дать нам полной картины того, что же там на самом деле произошло.
| Династия Птолемеев           |                                          |                              |
| Предшественник: Береника III | царь Египта 80 до н. э. (правил 19 дней) | Преемник: Птолемей XII Авлет |